# نادي الظفرة
نادي الظفرة لكرة القدم، نادي كرة قدم إماراتي. يعتبر نادي الظفرة من أحدث الأندية التي تم تأسيسها في دوري اتصالات للمحترفين، إذ تم تأسيس النادي في عام 2000 في إطار سياسة الدولة الرامية إلى الاهتمام بالشباب والرياضة في كل مكان بدولة الإمارات. ويقدم النادي خدماته وأنشطته المتعددة إلى كافة شباب المنطقة الغربية في كل مدنها انطلاقا من مدينة زايد التي شهدت لحظة الميلاد.

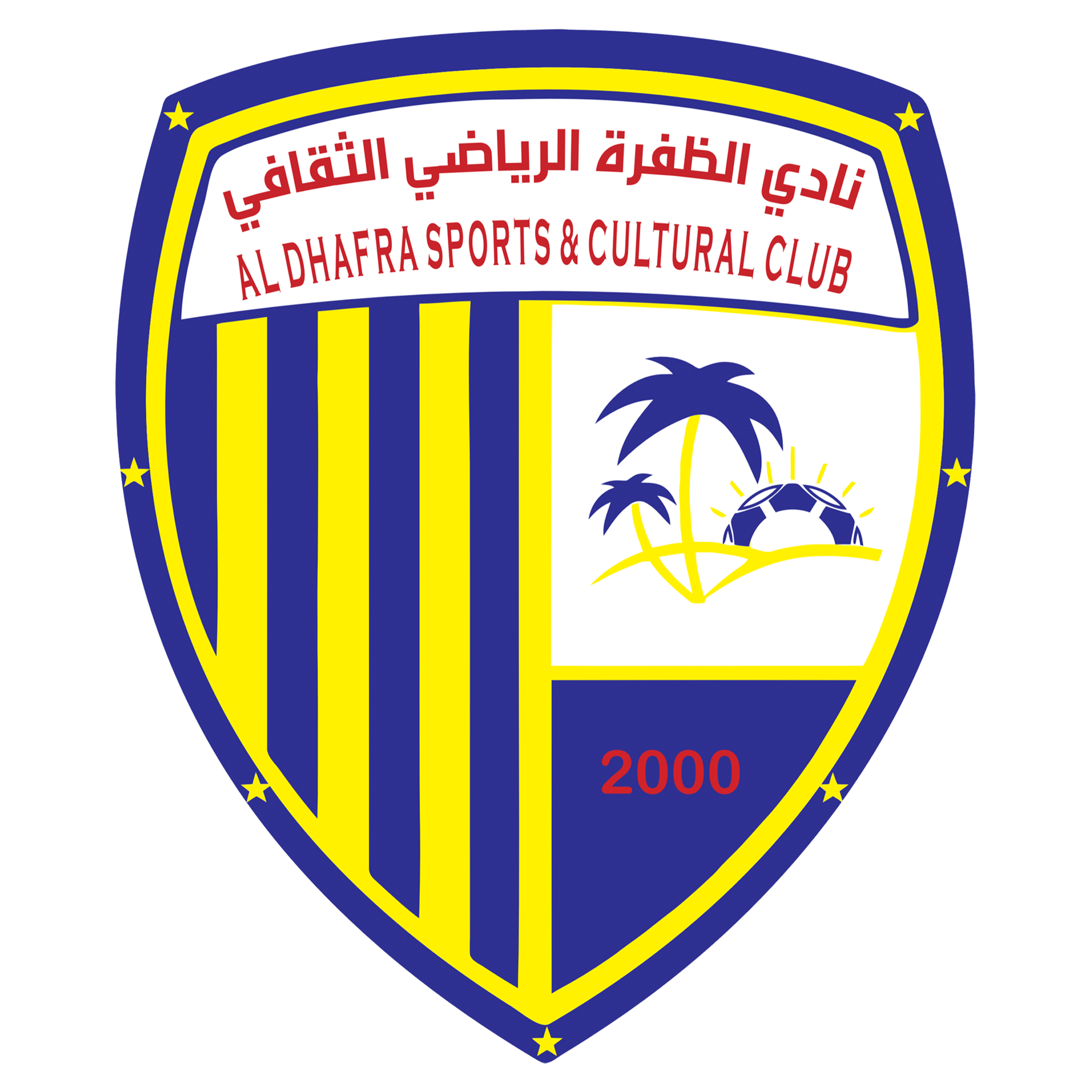

ويسعى نادي الظفرة إلى توثيق عرى التعاون والصداقة مع كافة المؤسسات والهيئات العاملة في مجال الشباب والرياضة لمزيد من التطور والرقي في هذه المجالات.
وتنطلق رؤية نادي الظفرة في أن يكون النادي منشأة رياضية متكاملة ذات مستوى عالمي تساهم في توفير حياة صحية أفضل للمواطنين والمقيمين من خلال إتاحة الفرصة للشباب لتحقيق إمكاناتهم وقدراتهم في ممارسة الرياضة.
ومنذ تأسيسه في عام 2000، ونادي الظفرة لم يبتعد كثيرا عن دوري الدرجة الأولى والذي تحول إلى دوري المحترفين في موسم 2008-2009، وقد حطم الفريق في الموسم قبل الماضي نظرية الصاعد هابط، وأكد بقاءه ضمن الأندية النخبة أندية دوري المحترفين.

## الإنجازات
فاز الفريق ببطولة دوري الدرجة الثانية في موسمي 2001- 2002 و 2006- 2007، كما فاز بوصيف دوري الدرجة الثانية في موسم 2003- 2004، بطولة كاس الاتحاد موسم 2010/2011، ووصيف كأس رئيس الدولة موسم 2018-2019.

### الفوز
- دوري الدرجة الثانية - مرتين
- كأس الاتحاد الإماراتي - مرة واحدة

### الوصيف
- دوري الخليج العربي - مرة واحدة
- كأس رئيس الدولة - مرة واحدة

## السجل الشرفي
1- كأس صاحب السمو رئيس الدولة الإماراتي
- 2007-2008 ((دور الثمانية)).
- 2008-2009 ((نصف النهائي))
- 2018-2019 ((وصيف))

2- كأس الاتحاد الإماراتي :
- 2004-2005 ((ثاني المجموعة A))

3- كأس الاتحاد الإماراتي :
- 2011-2010

## تشكيلة الفريق الحالية
ملاحظة: تشير الأعلام إلى المنتخب الوطني على النحو المحدد في قواعد الأهلية للفيفا. قد يحمل اللاعبون أكثر من جنسية واحدة غير تابعة للفيفا.
| الرقم | البلد                    | المركز | اللاعب           |
| ----- | ------------------------ | ------ | ---------------- |
| 1     | سلطنة عمان               | حارس   | مازن الحراصي     |
| 2     | الإمارات العربية المتحدة | مدافع  | علي مصطفى        |
| 5     | الإمارات العربية المتحدة | مدافع  | منصور الحربي     |
| 6     | توغو                     | مدافع  | إيزيكيل نومونفي  |
| 7     | سلطنة عمان               | مهاجم  | فارس الجابري     |
| 8     | غانا                     | وسط    | زكرياء محمد      |
| 9     | الإمارات العربية المتحدة | مهاجم  | أحمد العطاس      |
| 10    | الإمارات العربية المتحدة | وسط    | خليل إبراهيم     |
| 11    | صربيا                    | وسط    | سلافوليوب سرنيتش |
| 12    | الإمارات العربية المتحدة | مدافع  | سلطان حسين       |
| 14    | مصر                      | وسط    | حسام لطفي        |
| 15    | الإمارات العربية المتحدة | مدافع  | حمد المرزوقي     |
| 17    | الإمارات العربية المتحدة | مدافع  | إبراهيم الحمادي  |
| 18    | الإمارات العربية المتحدة | وسط    | يوسف أيمن        |
| 19    | غينيا                    | مهاجم  | محمد ياتارا      |

| الرقم | البلد                    | المركز | اللاعب                               |
| ----- | ------------------------ | ------ | ------------------------------------ |
| 20    | غانا                     | مدافع  | ليونارد أميسيميكو                    |
| 21    | الكاميرون                | وسط    | روستاند دجوه                         |
| 22    | الإمارات العربية المتحدة | وسط    | ريان يسلم                            |
| 27    | الإمارات العربية المتحدة | مدافع  | ناشد عبد القادر                      |
| 28    | البرازيل                 | وسط    | بيرنامبوكو                           |
| 29    | الإمارات العربية المتحدة | مهاجم  | عبد الله الحمادي                     |
| 30    | الإمارات العربية المتحدة | حارس   | عبد الله سلطان                       |
| 31    | البرازيل                 | وسط    | فيتور مورا                           |
| 44    | سوريا                    | حارس   | أمجد السيد                           |
| 50    | الإمارات العربية المتحدة | مدافع  | إبراهيم سعيد                         |
| 55    | اليونان                  | وسط    | أدم زانيتوبولوس                      |
| 70    | الإمارات العربية المتحدة | حارس   | جراح الحمادي                         |
| 71    | الإمارات العربية المتحدة | مهاجم  | صالح الحوسني U21                     |
| 77    | الإمارات العربية المتحدة | وسط    | عبد الله فدعق (معار من نادي الجزيرة) |
| --    | أوكرانيا                 | وسط    | أغيد البكري                          |